# Ernst Hamkens

Ernst Hamkens

Ernst Adolf Hamkens (* 30. Mai 1869 in Tating, Kreis Eiderstedt; † 24. März 1945 in Schleswig) war ein deutscher Kaufmann, Landwirt und Politiker (DVP).

## Leben und Wirken
Ernst Hamkens wurde am 30. Mai 1869 in der kleinen Gemeinde Tating im Kreis Eiderstedt geboren. Er entstammte dem alten friesischen Familiengeschlecht Hamkens aus der Landschaft Eiderstedt; sein Vorfahre Johann Hamkens (1671–1729) war der Begründer der sogenannten St.-Peter-Linie der Familie. Seine Eltern waren Boye Hamkens (1823–1883), Deichgraf und Hofbesitzer in Tating, und dessen zweite Ehefrau Friederike, geb. Wallichs (1836–1920). Hamkens wuchs als jüngstes Kind der Familie mit acht Geschwistern auf und besuchte das Gymnasium in Husum, wohin die Familie gezogen war. Danach wurde er Kaufmann. Von 1888 bis 1892 arbeitete er in diesem Beruf in Hamburg, dann drei Jahre in London und ein Jahr in Antwerpen. 1896 ging er nach Argentinien, wo er bald darauf die Leitung eines großen Getreideexportgeschäfts übernahm. 1902 siedelte er als Hauptleiter des Unternehmens nach Antwerpen über, von wo aus er noch auf mehrere Inspektionsreisen nach Argentinien ging. 
Am 1. September 1905 heiratete er mit 36 Jahren in Niebüll die am selben Tag 18 Jahre alt gewordene Gertrud Feddersen (* 1887), die danach mit ihm in Antwerpen lebte und ihn auf seinen Reisen begleitete. Am 28. Juli 1906 wurde der einzige Sohn des Ehepaares, Ernst-Rudolf Hamkens, in Antwerpen geboren (1906–1959).
1912 kehrte Hamkens nach zwanzigjähriger Auslandstätigkeit nach Schleswig-Holstein zurück und widmete sich von da an ausschließlich der Landwirtschaft auf seinem Hof in Hanredder.
Von 1924 bis 1930 gehörte er als Abgeordneter dem Reichstag an. Er vertrat über die Fraktion der Deutschen Volkspartei (DVP), deren Mitglied er war, den Wahlkreis 13 (Schleswig). Daneben übte er Führungsfunktionen im Bauernverband Schleswig-Holsteins aus.
Ernst Hamkens starb am 24. März 1945 im Alter von 75 Jahren in Schleswig.

## Schriften
- Schutzzölle für die Landwirtschaft: Rede des Abg. Hamkens Deutsche Volkspartei am 16. Mai 1925 im Reichstag mit der Ergänzung: Die Agrarzölle und die Parteien. Staatspolitischer Verlag, Berlin 1925.